# Route nationale 34 (Luxembourg)
Pour les articles homonymes, voir N34 et Route nationale 34.
La route nationale 34 est une route nationale luxembourgeoise reliant la N5 à Strassen, via la zone industrielle Bourmicht.